# Mesamphiagrion tamaense
Mesamphiagrion tamaense – gatunek ważki z rodziny łątkowatych (Coenagrionidae).